# Ködderitzsch
Ködderitzsch – dzielnica miasta Bad Sulza w Niemczech, w kraju związkowym Turyngia, w powiecie Weimarer Land. Do 31 grudnia 2018 gmina, której już niektóre zadania administracyjne realizowane były przez miasto Bad Sulza, które pełniło rolę "gminy realizującej" (niem. "erfüllende Gemeinde").